# Châtillon-sur-Seine
Châtillon-sur-Seine /ʃatiˈjõ syʁ sɛn/ è un comune francese di 6 080 abitanti situato nel dipartimento della Côte-d'Or nella regione della Borgogna-Franca Contea.
Nel Musée du Pays Châtillonnais è conservato il cratere di Vix.

## Società

### Evoluzione demografica
Abitanti censiti